# Asociación Profesional Mundial para la Salud Transgénero
La Asociación Profesional Mundial para la Salud Transgénero (del inglés, World Professional Association for Transgender Health, Inc. - WPATH), y anteriormente denominada Asociación Internacional de la Disforia de Género Harry Benjamin (HBIGDA), es una organización profesional dedicada al estudio y tratamiento del transgénero. La organización fue creada por Harry Benjamin, uno de los primeros médicos que trabajaban con transexuales, y recopila los Estándares de Cuidado para la Salud de transgéneros (transexual y personas no conformes con su género, entre otros) y también proporciona información para profesionales y pacientes, patrocina conferencias científicas y ofrece directrices éticas para profesionales.
La primera versión de los Estándares de Cuidado se publicaron en 1979  y su última versión, la 7ª, data del año 2012.

## Presidentes
- Paul Un. Walker, Ph.D., 1979-1981
- Donald R. Laub, M.D., 1981-1983
- Milton T. Edgerton, M.D., 1983-1985
- Ira B. Pauly, M.D., 1985-1987
- Aaron T. Bilowitz, M.D., 1987-1989
- Jan Walinder, M.D., 1989-1991
- Leah Schaefer, Ed.D., 1991-1995
- Friedmann Pfaefflin, M.D. 1995-1997
- Richard Verde, J.D., 1997-1999
- Alice Webb, DHS, 1999
- Eli Coleman, Ph.D., 1999-2003
- Walter Meyer III, M.D., 2003-2005
- Stan Monstrey, M.D., 2005-2007
- Stephen Whittle, OBE, 2007-2009
- Walter O.Bockting, Ph.D., L.P., 2009-2011
- Lin Fraser, Ed.D., 2011-2013
- Jamison Green, Ph.D., 2014-2016